# نیویورک (دوستت دارم)
نیویورک، دوستت دارم (انگلیسی: New York, I Love You) فیلمی در ژانر کمدی رمانتیک، کمدی-درام، رمانتیک، و درام به کارگردانی برادران هیوز، ناتالی پورتمن، برت راتنر، فاتح آکین، کوین بیکن و شکهار کاپور است که در سال ۲۰۰۸ منتشر شد.